# Don't Go (canção de Exo)
Don't Go (em coreano: 나비소녀; em chinês:  蝴蝶少女; lit: Butterfly Girl) é uma canção de gênero R&B-pop do grupo masculino sino-coreano Exo, interpretada pelos subgrupos EXO-K e EXO-M. Disponível em coreano e mandarim, a canção foi incluída em seu primeiro álbum de estúdio, XOXO, que foi lançado digitalmente em 3 de junho de 2013, sob o selo da gravadora SM Entertainment.

## Composição
"Don't Go", de acordo com site de música coreana Naver, é descrita como sendo uma balada pop 'contemporânea'. Musicalmente, seu estilo também podem ser classificado como sendo do gênero R&B.
A canção foi composta por uma equipe de produres musicais que incluem DK, Hyuk Shin, John Major, Jordan Kyle e Jeffrey Patrick Lewis. Hyuk Shin e DK já haviam colaborado com a SM Entertainment compondo "Angel" and "Black Pearl" do EXO, e "Dream Girl" do Shinee. Hyuk Shin também trabalhou com Jasmine Kearse e Brittani Branco no single "We Don't Stop" do Fiestar.
Jordan Kyle já tinha também participado na produção de "Dream Girl" do Shinee e "Romantic St." das Girls' Generation a partir de seu quarto álbum em coreano, I Got a Boy. John Major e Jeffrey Patrick ambos fizeram sua estréia no K-pop, bem como na indústria da música Mandopop através de seu trabalho em "Don't Go". O arranjo da canção foi feito por Hyuk Shin, John Major e Jordan Kyle.
A letra da versão em coreano da canção foi escrita pelo compositor Seo Ji-eum, que também tinha contribuído suas habilidades em escrever linhas para "Twinkle" do Girls' Generation-TTS e "Electric Shock" do f(x). A letra em inglês para o rap foi fornecida por Jam Factory. Wang Yajun escreveu a versão em mandarim da música, bem como para outras duas faixas do álbum, sendo elas "Baby, Don't Cry" e "3.6.5", , bem como "Mama", a faixa-título de seu primeiro EP, Mama. Ele também é conhecido por oferecer conteúdo lírico para canções dos seus companheiros de gravadora Super Junior-M.

## Promoção
"Don't Go", foi uma das quatro faixas do álbum a ser usada como medley que acompanha a versão drama do vídeo da música "Wolf", que foi divulgado no canal oficial no Youtube da SM Town em 15 de julho de 2013.

## Desempenho nas paradas
| Gráfico (2013)               | Melhores posições |
| ---------------------------- | ----------------- |
| Gaon Singles chart           | 54                |
| Gaon Monthly Singles chart   | 135               |
| Gaon Local Singles chart     | 54                |
| Gaon Streaming Singles chart | 157               |
| Gaon Download Singles chart  | 37                |
| Gaon Background Music chart  | 35                |
| Billboard K-Pop Hot 100      | 58                |

| Gráfico (2013)                           | Melhores posições |
| ---------------------------------------- | ----------------- |
| Baidu Weekly Music Chart                 | 5                 |
| Gaon International Singles chart         | 35                |
| Gaon Monthly International Singles chart | 170               |